# Postcodes in Australië
Postcodes in Australië bestaan uit vier cijfers. De Australische postcodes werden in 1967 ingevoerd.
Australische adressen volgen het volgende stramien:
- huisnummer straat
- plaats staat postcode

dus
- 400 Kent Street
- Sydney NSW 2000

Met het eerste cijfer wordt de deelstaat aangeduid:
- 08xx: Noordelijk Territorium (NT)
- 2xxx: New South Wales (NSW) en Australisch Hoofdstedelijk Territorium (ACT)
- 3xxx: Victoria (Vic)
- 4xxx: Queensland (Qld)
- 5xxx: Zuid-Australië (SA)
- 6xxx: West-Australië (WA)
- 7xxx: Tasmanië (Tas)

Daarnaast zijn er nog aparte postcodes voor grote ontvangers en postbussen:
- 02xx: Canberra
- 1xxx: Sydney
- 8xxx: Melbourne
- 9xxx: Brisbane